# Moulin-Neuf (Dordogne)
Moulin-Neuf település Franciaországban, Dordogne megyében. Lakosainak száma 973 fő (2022. január 1.). Moulin-Neuf Le Pizou, Villefranche-de-Lonchat, Ménesplet, Minzac, Gours, Saint-Antoine-sur-l’Isle és Saint-Martin-de-Gurson községekkel határos.

## Népesség
A település népességének változása:
| Lakosok száma | 517  | 569  | 664  | 823  | 901  | 908  | 926  | 942  | 947  | 973  |
|               | 1968 | 1982 | 1990 | 2006 | 2013 | 2015 | 2017 | 2019 | 2020 | 2022 |